# Rufino Varela
Rufino Jacobo Varela (Montevideo, Uruguay, 10 de julio de 1838 - Buenos Aires, Argentina, 16 de junio de 1911) fue un abogado, periodista y político argentino, fundador del diario "La Tribuna", diputado y senador nacional. Fue ministro de hacienda del gobernador Carlos Casares en la provincia de Buenos Aires y Ministro de Hacienda de la Nación durante la presidencia de Miguel Juárez Celman.

## Biografía
Era hijo de Florencio Varela. Colaboró con sus hermanos Héctor y Mariano en la redacción y dirección del influyente diario La Tribuna. Permaneció la mayor parte de la década de 1870 en Europa, desde donde fue corresponsal para ese diario.
A su regreso fue diputado provincial en la Provincia de Buenos Aires; el gobernador Carlos Casares lo nombró su ministro de hacienda. Durante esa gestión apoyó el proyecto del ingeniero Luis Augusto Huergo para la canalización del Riachuelo, donde se pensaba ampliar el puerto de Buenos Aires, aunque ese proyecto fue dejado de lado en favor de otro proyecto, enteramente ubicado dentro de la Capital Federal. Posteriormente fue diputado y senador nacional.
Tuvo participación en los comienzos de la Revolución de 1880, negociando con el presidente Nicolás Avellaneda el desarme de las milicias porteñas, gestión que a largo plazo resultó inútil.
Fue nombrado ministro de Hacienda por el presidente Miguel Juárez Celman a principios de 1889, en plena expansión de la especulación financiera. En el mes de septiembre, acuciado por la crisis especilativa, se vio obligado a suspender la cotización del oro en la Bolsa de Comercio de Buenos Aires, iniciando el abandono del patrón oro para la fijación del valor de la moneda nacional.
Renunció a fines del mismo año, al estallar la crisis económica en Gran Bretaña, que llevaría a la peor crisis económica argentina del siglo XIX y la renuncia del presidente al año siguiente.
En sus últimos años volvió a ser diputado nacional y en 1902 presentó un proyecto de ley por el cual se penaba todo juego de azar, excepto la Lotería Nacional y el Hipódromo.